# Немецкий военный контингент в Афганистане
Немецкий военный контингент в Афганистане — подразделение вооружённых сил ФРГ, созданное в 2001—2002 годах. В 2001—2014 годах действовало в составе сил ISAF.

## История
В ноябре 2001 года в Афганистан было отправлено первое подразделение — сводный отряд сотрудников спецподразделения KSK, а затем и другие части.
В январе 2002 года первые немецкие военные прибыли в Кабул и с 14 января 2002 года начали патрулирование города, однако основная часть немецких войск находилась и действовала в северных провинциях. 
Помимо военного контингента, с 2002 до сентября 2019 года в стране находилось 50 полицейских ФРГ, которые обучали афганскую полицию (но после взрыва бомбы в «зелёной зоне» Кабула в начале сентября 2019 года возле здания, в котором проживали полицейские их количество сократили). Кроме того, в стране находились государственные гражданские служащие ФРГ - персонал посольства в Кабуле и консульства ФРГ в городе Мазари-Шариф.
В августе 2011 года в Афганистан были отправлены первые пять многоцелевых бронемашин «Боксер» (поступившие на военную базу бундесвера в провинции Мазари-Шариф). 
По состоянию на 1 августа 2013 года численность контингента составляла 4400 военнослужащих.
28 декабря 2014 года командование НАТО объявило о том, что операция «Несокрушимая свобода» в Афганистане завершена. Тем не менее, боевые действия продолжались и иностранные войска остались в стране — в соответствии с начатой 1 января 2015 года операцией «Решительная поддержка», хотя общая численность иностранных войск (в том числе, немецкого контингента) была уменьшена.
Вечером 10 октября 2016 года заминированный автомобиль врезался в стену, построенную вокруг укреплённого консульства ФРГ в городе Мазари-Шариф. Взрывом было повреждено здание консульства, но среди дипломатического персонала потерь не имелось. Представители движения «Талибан» сообщили, что атака является возмездием за бомбардировки ВВС США провинции Кундуз, в ходе которых были убиты 32 мирных жителя. 
31 мая 2017 года в дипломатическом районе Кабула возле здания посольства ФРГ был взорван заминированный грузовик-автоцистерна. Здание посольства было серьёзно повреждено (среди убитых был сотрудник сил безопасности Афганистана, обеспечивавший охрану посольства ФРГ; среди персонала посольства ФРГ два сотрудника были ранены, но погибших не имелось).
В феврале 2020 года численность немецкого военного контингента составляла 1300 военнослужащих, в феврале 2021 года — 1300 военнослужащих.
14 апреля 2021 года президент США Джо Байден объявил о планах начала вывода американских войск из Афганистана в мае 2021 года с завершением этого процесса к 11 сентября 2021 года. В этот же день решение о выводе войск «в течение нескольких следующих месяцев» приняли страны НАТО. В дальнейшем, движение «Талибан» перешло в наступление и положение в стране осложнилось. 29 июня 2021 года последние военнослужащие ФРГ покинули Афганистан, вылетев на двух транспортных самолетах Airbus A400M ВВС ФРГ с военной базы Camp Marmal в городе Мазари-Шариф (среди военнослужащих, покинувших Афганистан на последних четырех самолётах были бойцы спецподразделения KSK, обеспечивавшие безопасность эвакуации немецких войск из страны).
В связи с продолжением наступления сил талибов 12 августа 2021 года Германия приняла решение усилить охрану посольства в Кабуле и сократить дипломатический персонал «до необходимого минимума».
14—15 августа 2021 года силы талибов заняли Мазари-Шариф (в котором находилась немецкая военная база, ранее переданная афганским силам безопасности); 15 августа 2021 года силы они приблизились к окраинам Кабула. В этот же день посольство ФРГ в Кабуле было закрыто, а сотрудники посольства — вывезены в охраняемый войсками США международный аэропорт Кабула для эвакуации (в этот же день 40 из них были отправлены на самолёте в Доху, а оставшиеся десять — продолжили работу в здании аэропорта).
16 августа 2021 года силы талибов заняли Кабул и правительство ФРГ приняло решение отправить в Афганистан самолёты для эвакуации оставшихся в стране иностранных граждан и афганских беженцев. Вечером 26 августа 2021 года последний самолёт Airbus A400M бундесвера вылетел из кабульского международного аэропорта.

## Результаты
По официальным данным министерства обороны ФРГ, всего в период с начала военной операции в Афганистане в 2001 году до её завершения в 2021 году в ней участвовали около 150 тысяч военнослужащих ФРГ. Немецкий военный контингент в Афганистане был вторым по численности среди стран НАТО (после войск США).
Потери немецкого военного контингента ISAF в Афганистане с начала операции до конца 2014 года составили 54 военнослужащих погибшими и не менее 230 ранеными. В период после 1 января 2015 года потери продолжались, всего погибли 59 военнослужащих ФРГ.
В перечисленные выше потери не включены потери среди сотрудников полиции стран Евросоюза, которые находились в Афганистане по программе EUPOL — Afghanistan, но не являлись военнослужащими ISAF.
- 15 августа 2007 в Кабуле в результате подрыва автомашины с немецкими полицейскими погибли 3 и был ранен ещё 1 немецкий полицейский[21]

В перечисленные выше потери не включены потери среди персонала ООН, находившегося в Афганистане в рамках миссии United Nations Assistance Mission in Afghanistan (по официальным данным ООН, в период до 31 августа 2021 в Афганистане погиб 41 сотрудник UNAMA, 1 из которых являлся гражданином ФРГ).
В перечисленные выше потери не включены потери «контрактников» сил коалиции (сотрудники иностранных частных военных и охранных компаний, компаний по разминированию, операторы авиатехники, а также иной гражданский персонал, действующий в Афганистане с разрешения и в интересах стран коалиции).
- по данным из открытых источников, в числе потерь «контрактников» международной коалиции в войне в Афганистане - не менее трёх граждан ФРГ

Кроме того, в период до начала августа 2014 года на немецкий контингент ISAF работали около 1500 граждан Афганистана, это были переводчики, механики, водители и охранники. Использовались они и в дальнейшем, и среди них имели место потери.
- так, в ноябре 2013 года в городе Кундуз был задушен Dschawad Wafas (афганец-переводчик немецкого военного контингента ISAF)[25]
- 31 мая 2017 года в результате взрыва смертника в Кабуле был убит сотрудник охранной фирмы (гражданин Афганистана), обеспечивавший охрану немецкого посольства в Кабуле[26][27]

В перечисленные выше потери не включены сведения о финансовых расходах на участие в войне, потерях в технике, вооружении и ином военном имуществе немецкого контингента в Афганистане.
- в ходе войны были утрачены несколько единиц авиатехники (разбившийся 21 декабря 2002 года на окраине Кабула вертолёт CH-53GS и не менее восьми беспилотных летательных аппаратов[28][29][30][31][32][33][34][35]), а также несколько единиц бронетехники и автомашин.
- по официальным данным правительства ФРГ, только за первые 17 лет войны, до конца 2018 года расходы ФРГ составили около 16,4 млрд евро[36]
- 5 октября 2021 года в ответ на парламентский запрос от депутатов бундестага правительство ФРГ сообщило, что расходы на участие в операции в Афганистане в период с 2001 года по 31 августа 2021 года «превышают 17,3 млрд евро» (в эти расходы входят расходы федерального министерства обороны на обеспечение деятельности бундесвера — около 12,3 млрд евро, расходы министерства иностранных дел ФРГ в размере 2,48 млрд евро, ещё 2,46 млрд евро выделило Афганистану министерство по вопросам экономического сотрудничества и развития ФРГ, а министерство продовольствия и сельского хозяйства потратило примерно 33 млн евро), однако в названную сумму не включены средства, направленные Афганистану Федеральной разведывательной службой Германии[37].

Помимо прямых военных расходов, ФРГ предоставляла военную и экономическую помощь Афганистану.
- с 2002 года немецкие инструкторы занимались обучением афганских полицейских в полицейской академии в Кабуле и четырёх тренировочных центрах (в городах Файзабад, Кундуз и Мазари-Шариф). Всего в программе German Police Project Team"участвовали 200 сотрудников полиции ФРГ[38].

## Таск Форс 47  (TF-47)
Таск Форс 47 — (англ. Task Force 47 (TF-47), «Целевая группа 47») специальное разведывательное антитеррористическое подразделение Бундесвер ФРГ в составе международных сил содействия безопасности (ISAF) НАТО в Афганистане, ответственное за зону «Север».

В 2007—2021 годы дислоцировалось на окраине северо-восточного города Кундуз.

### Образование. Состав. Цели и задачи
Task Force 47 (TF-47) структурное подразделение KSK (Kommando Spezialkräfte) — тактическая группа, состоящая в основном из разведчиков спецназа KSK; с ними сил быстрого реагирования; армейской разведки Бундесвер; Федеральной разведывательной службы ФРГ для применения в Афганистане. 
Боевая деятельность «TF-47» засекречена. Известно, что она включает: разведывательную, агентурную, диверсионную, противо-диверсионную составляющие и освобождение заложников за рубежом.

— В период присутствия в Афганистане — штатное расписание TF-47 колебалось от 120 до 200 военнослужащих Бундесвер, большую его часть составляли офицеры KSK.

Шеврон TF-47 идентичен KSK, отличие лишь в наличии номера «47».

— Зонами военных операций TF-47 становились провинции: Кундуз; Баглан; Тахар; Бадахшан. Военнослужащие TF-47 (KSK) несли службу в Афганистане под вымышленными именами.

— В 2000-е годы TF-47 было единственным специальным подразделением Бундесвер в Афганистане.

### Резонансные события с участием TF-47
- В ночь на 4 сентября 2009 года в окрестности кишлака Омар-хейль — по настоянию командира «Task Force 47» оберста (полковника) KSK Георга Кляйна авиация Международных сил содействия безопасности ISAF — ВВС США нанесла авиаудар, приведший к массовой гибели гражданского населения.

## В художественной литературе
- Ильяс Дауди. «Цугцванг обер-лейтенанта Бруно Тевса» повесть военно-исторического романа-трилогии «В Круге Кундузском». — М.: ДеЛибри, 2021. — 136 с. — ISBN 978-5-4491-1165-4.

## Иностранная литература
- (ENEMY ACTION) INDIRECT FIRE RPT PRT KDZ : 0 INJ/DAM vom 20. Juli 2009 bei WikiLeaks.org - Afghan War Diary (abgerufen am 31. Januar 2012)
- (Enemy Action) Direct Fire rpt RC (N) vom 15. Juni 2009 bei WikiLeaks.org - Afghan War Diary (abgerufen am 31. Januar 2012)
- (ENEMY ACTION) DIRECT FIRE RPT (Small Arms) TF47 : 1 HNSF WIA vom 22. August 2009 bei WikiLeaks.org - Afghan War Diary (abgerufen am 31. Januar 2012)* (ENEMY ACTION) INDIRECT FIRE RPT PRT KDZ : 0 INJ/DAM vom 20. Juli 2009 bei WikiLeaks.org - Afghan War Diary (abgerufen am 31. Januar 2012)
- KSK unterstützte Oberst Klein in der Bombennacht bei spiegel.de, 10. Dezember 2010 (abgerufen am 11. Juni 2011)
- KSK-Task-Force seit zwei Jahren in Kundus bei faz.net, 17. Dezember 2009 (abgerufen am 11. Juni 2011)
- Online; PDF; 189 kB) Das Ärmelabzeichen der Task Force 47 entsprach bis auf die zusätzlich angebrachte Nummer 47 dem des KSK)